# لاجوس كوفاتش
لاجوس كوفاتش (بالمجرية: Kovács Lajos)‏ (و. 1944 – م) هو ممثل من المجر .

## جوائز
حصل على جوائز منها:
- جائزة جازاي ماري  [لغات أخرى]‏
- جائزة الفنان المجري المُقدَّر  [لغات أخرى]‏.

## روابط خارجية
- لايوش كوڤاتش على موقع IMDb (الإنجليزية)
- لايوش كوڤاتش على موقع ألو سيني (الفرنسية)
- لايوش كوڤاتش على موقع ميوزك برينز (الإنجليزية)
- لايوش كوڤاتش على موقع أول موفي (الإنجليزية)
- لايوش كوڤاتش على موقع قاعدة بيانات الأفلام السويدية (السويدية)
- لايوش كوڤاتش على موقع قاعدة بيانات الفيلم (الإنجليزية)
- لايوش كوڤاتش على موقع كينوبويسك (الروسية)